# See-Saw (Pink Floyd)
See-Saw is een nummer van Pink Floyd. Het is afkomstig van hun album A Saucerful of Secrets. See Saw of Seesaw betekent wip.
De werktitel van het lied was "The most boring song you’ve ever heard". Richard Wright schreef het als een van zijn eerste liedjes in het Pink Floyd-tijdperk zonder Syd Barrett.  Het liedje balanceert op de grens van progressieve rock en psychedelische rock en dat maakte dat de meningen over dit nummer uiteenlopen.  Aan dat verschil van mening voegde Wright nog toe, door het zelf te zingen.
Het lied gaat zeer waarschijnlijk over een broer en zuster, waarbij de broer gedurende een oorlog/de Tweede Wereldoorlog komt te overlijden. De Tweede Wereldoorlog en oorlog in het algemeen werden een thema dat later veelvuldig in het werk van Pink Floyd (The Wall) zou opduiken. Aanwijzingen voor het thema zijn te vinden in "She goes up while he goes down" (principe van een wip) en "plastic flowers" (in Engeland een liefdadigheidsteken voor veteranen). De zus trouwt en het gaat haar goed, de broer is gestorven en wordt vergeten.
De droefheid van het nummer wordt onderstreept door de zweverige mellotron, een muziekinstrument waar Richard Wright niet al te dol op was (het instrument weigerde nog weleens dienst).
De Moody Blues namen in diezelfde tijd hun hit Ride My See-Saw op.